# Campagne du Nord-Ouest de l'Europe
La Campagne du Nord-Ouest de l'Europe est un honneur de bataille (le plus souvent vu comme étant une distinction honorifique), gagné par des régiments des troupes du Commonwealth britannique pendant la Seconde Guerre mondiale. Les régiments concernés ont pris part aux actions militaires engagées dans la partie nord du Front de l'Ouest de la guerre. L'honneur de bataille Campagne du Nord-Ouest de l'Europe est suffixé de l'année ou des années au cours desquelles l'unité récompensée a participé à l'action. 
Il se réfère à la campagne terrestre qui a commencé avec le débarquement du 6 juin en Normandie et s'est terminée lorsque le maréchal Montgomery a reçu la reddition sans condition de toutes les forces allemandes stationnées aux Pays-Bas, dans le nord-ouest de l'Allemagne et au Danemark. Ladite reddition fut signée le 4 mai 1945 dans la lande de Lunebourg, dans le Nord-Ouest de l'Allemagne, à quelques dizaines de kilomètres au sud de Hambourg. La campagne a été menée par le Supreme Headquarters Allied Expeditionary Force, dont le 21e groupe d'armées britannique faisait partie, ainsi que les 12e et 6e groupe d'armées américains. Ensemble, les trois groupes d'armées constituaient l'effort allié sur le front occidental qui s'étendait le plus longtemps de la mer du Nord à la Suisse. 
Les honneurs de bataille de la Seconde Guerre mondiale n'ont été décernés qu'en 1957/58, date à laquelle certaines unités ont fusionné ou ont été dissoutes. 
Les unités suivantes ont reçu cet honneur de bataille, 

## Régiments canadiens
- The Toronto Scottish Regiment (1944–1945)
- The Royal Regiment of Canada (1944–1945)
- The Royal Hamilton Light Infantry (1944–1945)
- The Essex Scottish Regiment (1944–1945)
- Les Fusiliers Mont-Royal (1944–1945)
- The Queen's Own Cameron Highlanders of Canada (1944–1945)
- The South Saskatchewan Regiment (1944–1945)
- 14th Canadian Armoured Regiment (The Calgary Regiment) (1945)
- The Elgin Regiment (1944–1945)
- The Royal Montreal Regiment (1944–1945)
- The Lorne Scots (Peel, Dufferin and Halton Regiment) (1944–1945)
- 12th Manitoba Dragoons (1944–1945)
- 8th Canadian Reconnaissance Regiment (14th Canadian Hussars) (1944–1945)
- 7th Canadian Reconnaissance Regiment (17th Duke of York's Royal Canadian Hussars) (1944–1945)
- The Cameron Highlanders of Ottawa (1944–1945)
- 29th Canadian Armoured Reconnaissance Regiment (The South Alberta Regiment) (1944–1945)
- The New Brunswick Rangers (1944–1945)
- The Lake Superior Regiment (Motor) (1944–1945)
- The Black Watch (Royal Highland Regiment) of Canada (1944–1945)
- Le Régiment de Maisonneuve (1944–1945)
- The Calgary Highlanders (1944–1945)
- The Royal Winnipeg Rifles (1944–1945)
- The Regina Rifle Regiment (1944–1945)
- The Canadian Scottish Regiment (1944–1945)
- The Queen's Own Rifles of Canada (1944–1945)
- Le Régiment de la Chaudière (1944–1945)
- The North Shore (New Brunswick) Regiment (1944–1945)
- The Highland Light Infantry of Canada (1944–1945)
- The Stormont, Dundas and Glengarry Highlanders (1944–1945)
- The North Nova Scotia Highlanders (1944–1945)
- The Lincoln and Welland Regiment (1944–1945)
- The Algonquin Regiment (1944–1945)
- The Argyll and Sutherland Highlanders of Canada (Princess Louise's) (1944–1945)
- 6th Canadian Armoured Regiment (1st Hussars) (1944–1945)
- 10th Canadian Armoured Regiment (The Fort Garry Horse) (1944–1945)
- 27th Canadian Armoured Regiment (The Sherbrooke Fusilier Regiment) (1944–1945)
- 21st Armoured Regiment (The Governor General's Foot Guards) (1944–1945)
- 22nd Armoured Regiment (The Grenadier Guards) (1944–1945)
- 28th Armoured Regiment (The British Columbia Regiment) (1944–1945)
- 1st Canadian Armoured Carrier Regiment (1944–1945)
- 1st Canadian Parachute Battalion (1944–1945)
- 1st Armoured Car Regiment (Royal Canadian Dragoons) (1945)
- 4th Reconnaissance Regiment (4th Princess Louise Dragoon Guards) (1945)
- The Saskatoon Light Infantry (1945)
- 3rd Armoured Reconnaissance Regiment (The Governor General's Horse Guards) (1945)
- The Westminster Regiment (Motor) (1945)
- The Princess Louise Fusiliers (1945)
- The Royal Canadian Regiment (1945)
- 48th Highlanders of Canada (1945)
- The Seaforth Highlanders of Canada (1945)
- Princess Patricia's Canadian Light Infantry (1945)
- The Hastings and Prince Edward Regiment (1945)
- The Loyal Edmonton Regiment (1945)
- Royal 22e Regiment (1945)
- The Carleton and York Regiment (1945)
- The West Nova Scotia Regiment (1945)
- The Perth Regiment (1945)
- The Cape Breton Highlanders (1945)
- The Irish Regiment of Canada (1945)
- 11th Canadian Armoured Regiment (The Ontario Regiment) (1945)
- 12th Canadian Armoured Regiment (The Three Rivers Regiment) (1945)
- 2nd Armoured Regiment (Lord Strathcona's Horse (Royal Canadians)) (1945)
- 5th Armoured Regiment (8th Princess Louise's (New Brunswick) Hussars) (1945)
- 9th Armoured Regiment (The British Columbia Dragoons) (1945)

## Forces canado-américaines
- Premier détachement du service spécial (1944) [2]

## Régiments britanniques
- Honorable Artillery Company (1944-1945) [3]
- Royal Norfolk Regiment (1944-45)
- East Lancashire Regiment (1944-1945) [4]
- South Lancashire Regiment (1944-1945)
- Suffolk Regiment
- Coldstream Guards (1944–1945) [5]
- Irish Guards
- Grenadier Guards (1944-1945) [1]
- Welsh Guards
- 3rd County of London Yeomanry (tireurs d'élite)
- Duke of Wellington's Regiment (1944-1945) [6]

- Régiment parachutistes (1944-1945) [7]
- South Staffordshire Regiment (1944) [8]
- Commandos britanniques (1942-1944), sous forme d'honneurs accordés à l'Association des commandos[9].
- Manchester Regiment  (nouveau 1er bataillon) (1944-1945) [10]
- Gloucestershire Regiment  (1944-1945) [11]